# Torquay
Torquay (IPA: /tɔːrˈkiː/) è una frazione costiera di Torbay, municipalità del Regno Unito nella contea inglese del Devon.
Dista circa 30 km a sud di Exeter, capoluogo di contea, e circa 45 km est-nordest di Plymouth.
Al censimento del 2011 contava 65 245 abitanti, terzo insediamento urbano più popoloso della contea.

## Geografia fisica
Confina con la vicina cittadina di Paignton nell'ovest della baia.
Se l'area di Torbay, di cui Torquay occupa un terzo, fosse riconosciuta come un'unica entità, risulterebbe essere la 45ª città del Regno Unito, con una popolazione appena inferiore a quella di Brighton, località a cui è stato attribuito lo status di città nel 2000.
Durante la sessione estiva la popolazione raggiunge un picco di 200 000 abitanti.

## Storia
Originariamente l'economia di tale centro si basava sulla pesca e l'agricoltura, ma dall'inizio del XIX secolo in poi si è sviluppata una fiorente attività turistica in ragione della favorevole posizione sul mare. I primi a utilizzare la località a tale fine furono gli ufficiali della Marina britannica di stanza nel porto militare lì allestito in ragione del conflitto contro la Francia di Napoleone; successivamente fu frequentato assiduamente dall'aristocrazia e dall'alta borghesia vittoriana. Rinomata per il clima salubre, la cittadina ha guadagnato l'appellativo di English Riviera, con paragoni a Montpellier.

## Etimologia del nome
Il nome Torquay deriva da tor  (contrazione del nome di un antico villaggio esistente sul luogo dell'attuale insediamento, Torre) e quay, voce francese entrata anche nella lingua inglese nel significato di porto, rada. Il nome originale della città è stato Fleet, che oggi sopravvive come nome di sua via principale, Fleet Street.

## Torquay nella cultura inglese
Torquay è nota per essere la città natale di Agatha Christie. Inoltre è la cittadina dove si svolge la celebre sitcom Fawlty Towers, votata nel 2000 dal British Film Institute, come miglior serie inglese di tutti i tempi.
A Torquay è nato il direttore della fotografia 2 volte premio Oscar Roger Deakins.

## Amministrazione

### Gemellaggi
- Hamelin, Francia
- Hellevoetsluis, Paesi Bassi